# L'An 2005
Albums de Dalida
À ma manière
(1996) Le Rêve oriental
(1998)
L'An 2005 est le troisième album réorchestré de Dalida, sorti en 1997.

## Autour de l'album
En 1997, les Productions Orlando célèbrent les dix ans de la disparition de Dalida avec la sortie de nombreux supports tout au long de l'année. Parmi ces sorties, L'an 2005, qui sort au cours de l'été 97.
L'album fait à nouveau la part belle au catalogue Orlando puisque l'intégralité des titres sont issus de la période 1970-1984.
L'inédit La Tumba est créé cette fois en se basant sur le texte de Gigi in paradisco. Mais la surprise de l'album vient de l'exploitation de Salma Ya Salama (réorchestrée pour la seconde fois en 3 ans). En effet, en pleine vague raï, le single atteint la quatorzième place du Top français et est certifié disque d'argent. Dès lors, les versions de cette chanson et de l'inédit vont se multiplier ainsi que les supports qui les compteront.
Une campagne de publicité massive est réalisée par le biais de la télévision, soutenue par la diffusion d'émissions spéciales et la publication de nombreux articles dans la presse spécialisée.

## Les classements
L'An 2005 rentrera dans le top en Belgique (47e - 2 semaines). Le single Salma ya salama se classera en 14e position en France (single certifié argent).

## Version commercialisée
1. Gigi in paradisco (paradisco mix) 5 min 06 s
2. La Tumba (amazonia mix) 3 min 11 s
3. Soleil 4 min 36 s
4. Salma ya salama (sueño flamenco/version hispano-égyptienne) 4 min 35 s
5. Chanteur des années 1980 4 min 05 s
6. L'An 2005 3 min 22 s
7. Chanter les voix 4 min 45 s
8. Il faut danser reggae 4 min 07 s
9. Femme (smile) 3 min 44 s
10. Darla dirladada (disco mix/version 1997) 4 min 23 s
11. Alabama Song 5 min 36 s
12. Salma ya salama (oriental dream mix 97/ en égyptien) 4 min 55 s
13. La Tumba (tumba mix) 3 min 18 s
14. Comme disait Mistinguett 3 min 44 s
15. Les Choses de l'amour 3 min 28 s
16. It's you in the Shadow (Là-bas dans le noir) 3 min 38 s

## Version promotionnelle
Référencée 6766, la version comporte :
1. Gigi in pradisco (paradisco mix) 5 min 58 s
2. Soleil 4 min 36 s
3. La Tumba (disc'ot mix)
4. Salma ya salama (version longue inédite) 7 min 04 s
5. Femme 3 min 44 s
6. Il faut danser reggae 4 min 07 s
7. Comme disait Mistinguett 3 min 44 s
8. L'An 2005 3 min 22 s
9. Chanter les voix (new version) 5 min 26 s

## Les singles
- Mini CD 4 titres : Gigi in paradisco (paradisco mix version courte)/ La tumba (amazonia mix, tumba mix, disc'ot mix - versions courtes)
- Maxi CD 4 titres : Gigi in paradisco (paradisco mix version longue)/ La tumba (amazonia mix, tumba mix, disc'ot mix - versions longues)
- Maxi Vinyle Orange : Gigi in paradisco (paradisco mix version longue)/ La tumba (disc'ot mix, blue mary mix - versions longues)
- Maxi Vinyle Jaune : La Tumba (amazonia mix, tumba mix - versions longues)
- Mini CD 4 titres : Salma Ya Salama "sueño flamenco" (version franco-égyptienne, version hispano-égyptienne)/La tumba (blue mary mix, amazonia mix - versions courtes)
- Maxi Vinyle : Salma Ya Salama "sueño flamenco" (version franco-égyptienne, version hispano-égyptienne)/Salma Ya Salama (oriental dream mix)
- Maxi Vinyle : Salma Ya Salama "sueño flamenco" (version hispano-égyptienne - remix club et radio edit)

## Certification
| Pays   | Association | Certification | Ventes/Équivalence |
| ------ | ----------- | ------------- | ------------------ |
| France | SNEP        | or            | 100 000            |